# 乌栋
11°48′N 104°45′E / 11.800°N 104.750°E
乌栋，是柬埔寨的一个历史名镇，位于磅士卑省東北的乌栋县。越南古籍《大南實錄》將其稱為烏東。它位于金边西北40公里处的乌栋山的山脚下。乌栋一词来源于梵语，意思是“至高无上的”。
乌栋在1618年至1866年期间曾长期作为柬埔寨的首都。1866年，国王诺罗敦才将首都迁往金边。1977年，乌栋古城遭到当政的红色高棉的大肆破坏。
1992年9月1日，联合国教科文组织将乌栋古城列入世界遗产的暂定名录中，并在2020年将之正式纳入世界遗产预备名单。